# بخش جغین
بخش جغین، یکی از بخش‌های شهرستان رودان در استان هرمزگان ایران است. مرکز این بخش، شهر بالاشهر است.جمعیت این بخش عمدتاً بندری زبانان ایران می‌باشد که اکنون به واسطه مهاجرت عده ای ازمردم کرمان به این بخش ازجمله طایفه ابراهیمی ساکن بجگوییه و طوایف دیگراز شهرهای رودبار، قلعه گنج، منوجان و همین‌طور مردم بلوچ داری تنوع نژادی می‌باشد

## موقعیت و ویژگی‌ها
جغین در ۴۰کیلومتری شهرستان رودان قرار دارد که از شمال شرق و شرق با روستای تجدانو (استان کرمان) -از غرب با روستای برنطین -و از جنوب با هشتبندی هم‌مرز است. دشت جغین پوشیده از باغ مرکبات نظیر لیمو ترش -پرتقال - لیموشیرین - نارنگی -و انبوهی از درختان خرما است. رود خشکی که از وسط جغین می‌گذرد و از شرق به غرب امتداد دارد جغین را به دو قسمت شمالی و جنوبی تقسیم می‌کند. در فصل بهار با آغاز شکوفه زدن درختان لیمو شیرین و پرتقال و نارنج و پخش شدت عطر این گلها در فضای روستا آن را به بهشتی بی نظیر تبدیل می‌کند. شغل بیشتر مردم جغین کشاورزی است. زمین‌های مستعد و منابع آبی زیر زمینی فراوان جغین را به قطب کشاورزی و باغ داری هرمزگان تبدیل کرده‌است. لیمو ترش جغین شهرتی جهانی دارد و در کشور مشتریان خاص خود را دارا می‌باشد. ارتفاعات شمالی جغین زیستگاه خرس سیاه آسیایی است که یکی از گونه‌های کمیاب و در حال انقراض جانوری می‌باشد. در جغین مردم به دو لهجهٔ محلی تکلم می‌کنند، اگر جغین را به دو قسمت شرق و غرب تقسیم کنیم مردم سمت غرب به لهجه محلی هرمزگانی و افرادی که سمت شرق جغین سکونت دارند به لهجهٔ محلی جنوب کرمان (گویش رودباری)صحبت می‌کنند. سوغات جغین عمدتاً لیمو ترش و خرما می‌باشد. صنایع دستی همچون گلابتون دوزی، خوس بافی، شک دوزی، در بین بانوان و چیلک ریسی، سبند بافی، و پری دوزی در بین آقایان رواج دارد.

## تقسیمات کشوری
- بخش جغین
  - دهستان جغین شمالی
  - دهستان جغین جنوبی

شهر: بالاشهر

## جمعیت
بر پایه سرشماری نفوس و مسکن سال ۱۳۹۵، جمعیت بخش جغین برابر با ۱۴٬۴۶۸ نفر است.